# Stenomacrus flaviceps
Stenomacrus flaviceps är en stekelart som först beskrevs av Johann Ludwig Christian Gravenhorst 1829.  Stenomacrus flaviceps ingår i släktet Stenomacrus och familjen brokparasitsteklar. Arten är reproducerande i Sverige. Inga underarter finns listade i Catalogue of Life.